# Velvet Assassin
Velvet Assassin (с англ. — «Бархатный убийца») — компьютерная игра в жанре стелс-экшена от третьего лица, разработанная немецкой студией Replay Studios и изданная компанией SouthPeak Games в 2009 году в версиях для Windows и Xbox 360. Официальным дистрибьютором PC-версии игры на территории России, стран СНГ и Балтии выступила компания «Новый Диск».
В 2013 году также была выпущена версия игры для Mac OS X.

## Сюжет
В основу сюжета легла реальная история британской шпионки Виолетты Шабо. Во время выполнения боевого задания в оккупированной Франции она была захвачена немецкой армией, допрошена, подвергнута пыткам и депортирована в концлагерь Равенсбрюк в Германии, где была расстреляна.
Игра начинается с того, что главная героиня уже находится в коме и лежит в одном из госпиталей. Все игровые эпизоды и задания, в которых предлагается участвовать игроку, являются лишь воспоминаниями Виолетты о войне.

## Игровой процесс
В жанровом отношении Velvet Assassin является традиционным стелс-экшеном, предусматривающим тактику скрытности как основной элемент геймплея.
Игроку предстоит внедриться в охраняемые немцами объекты в Польше, Франции и Германии для устранения нацистских лидеров, спасения агентов разведки и ликвидации секретных военных целей. Каждая миссия является частью воспоминаний главной героини, которая находится в коме и лежит в одном из военных госпиталей.
Несмотря на присутствие в игре огнестрельного оружия (от пистолетов до мощных автоматов), которые могут выручить игрока в сложных ситуациях, главная цель игры — оставаться незамеченным. Упор в игровом процессе делается на бесшумные убийства. Реализация стелс-элементов классическая, то есть главная героиня прячется в тени, переодевается, различными способами отвлекает противников (свистом, выключением радиоприёмников и т. д.). Кроме того, можно заманивать немецких солдат в ловушки — лужи с разлитым бензином (поджигаются выстрелом сигнальной ракетницы), лужи с водой (нужно включить рубильник, обычно находящийся неподалёку). Один из вариантов убить врага — выстрелить в бочки с ядовитыми веществами или топливом, когда рядом стоит немецкий солдат. В некоторых случаях Виолетта может выдернуть чеку из гранаты, висящей на поясе врага.
Кроме экшен- и стелс-элементов, в Velvet Assassin присутствует возможность развития персонажа по трем параметрам (здоровье, скорость незаметного передвижения и время действия морфия). Для этого необходимо более детально исследовать мир в поисках трофейных предметов (кольца, портсигары, кинжалы и т. д.).
В игре можно найти предметы, которые помогают в прохождении: письма (из них можно почерпнуть важную информацию), одежду СС (помогает пройти участки, где нет тени и много врагов), бронежилет, противогаз (защищает от ядовитых испарений), также можно найти и использовать морфий. После применения наркотика на некоторое время изменяется геймплей: внешний вид героини становится более откровенным, цветовая гамма более яркой, а все персонажи игры, кроме Виолетты, перестают двигаться. Таким образом Виолетта может быстро убить врага, даже если он стоит к ней лицом.
В игре нет возможности сохраниться в любой момент, сохранение происходит только в определённых точках сюжета. Элемент разрушаемости в Velvet Assassin практически отсутствует — деревянные заборы, ящики не уничтожаются взрывами и не загораются, лампочки нельзя разбить выстрелами и т. д. Тем не менее в игре изредка попадаются разрушаемые объекты, которые почти всегда скрывают за собой секретные цели, коллекционные предметы, морфий, аптечки и т. д. Обычно это деревянные перегородки из неаккуратно сколоченных дощечек, разрушаемые ударом ножа.

## Разработка игры
Игра разрабатывалась с 2003 года и изначально имела названия Sabotage, но была переименована.
Velvet Assassin разработана на движке Replay Engine, являющемся внутренней разработкой студии. Движок использует PhysX в качестве физической подсистемы и аудиобиблиотеку FMOD.
Использование наркотика в игре изначально поставило вопрос о назначении ей рейтинга в Австралии, но разработчики обосновали присутствие морфия в игре тем, что его реально применяли во время Второй мировой войны для обезболивания, а главная героиня находится в коме после серьёзного ранения. Таким образом ACB все-таки дал игре рейтинг 15+.

## Локализация
Русская версия игры поступила в продажу как в стандартной упаковке, так и в подарочном издании, в состав которого, помимо диска с игрой, вошли бонусный DVD с графической новеллой Питера Чанга, руководство пользователя и двухсторонний плакат.
Качество локализации удостоилось высоких оценок.

## Критические отзывы
| Сводный рейтинг       | Сводный рейтинг | Сводный рейтинг |
| Издание               | Оценка          | Оценка          |
| Издание               | PC              | Xbox 360        |
| --------------------- | --------------- | --------------- |
| GameRankings          | 60,81 %         | 58,33 %         |
| MobyRank              | 65 %            | 54 %            |
| Иноязычные издания    |                 |                 |
| Издание               | Оценка          | Оценка          |
| Издание               | PC              | Xbox 360        |
| GameSpot              | 7,5/10          | N/A             |
| GameZone              | 7,7/10          | N/A             |
| Giant Bomb            | N/A             | 1/5             |
| IGN                   | 5/10            | N/A             |
| OXM                   | N/A             | 6/10            |
| Русскоязычные издания |                 |                 |
| Издание               | Оценка          | Оценка          |
| Издание               | PC              | Xbox 360        |
| 3DNews                | 7,5/10          | N/A             |
| Absolute Games        | 50 %            | N/A             |
| Gameplay              | 3/5             | N/A             |
| «PC Игры»             | 6,5/10          | N/A             |
| PlayGround.ru         | 5,7/10          | N/A             |
| «Игромания»           | 7/10            | N/A             |
| «Игры Mail.ru»        | 8/10            | N/A             |
| «ЛКИ»                 | 68 %            | N/A             |
| «НИМ»                 | 6,7/10          | N/A             |
| «Страна игр»          | 6,5/10          | N/A             |
| Награды               |                 |                 |
| Издание               | Награда         | Награда         |
| ЛКИ                   | Орден           | Орден           |

Velvet Assassin получила сдержанные отзывы в профильной прессе. Сводный рейтинг PC-версии игры, выведенный агрегатором MobyGames на основании 24 рецензий, составил 65 %.
Алексей Моисеев («Игромания»), оценивший Velvet Assassin в 7 баллов из 10, охарактеризовал игру как «типичный стелс-экшен первой половины 2000-х», подразумевающий наличие множества жанровых условностей, которые, с одной стороны, смотрятся архаично, а с другой — чётче очерчивают правила игры.
Олег Чеботарев («PC Игры») охарактеризовал Velvet Assassin как «забавный клон „Пакмана“ в антураже Второй мировой», отметив, что «игра сознательно склеена из рогов и копыт миллиона других игр; все её оригинальные находки теряются в потоке заимствований». Ольга Крапивенко (3DNews) сочла, что отсутствие в Velvet Assassin оригинальных идей компенсируется отточенной игровой механикой, интригующим сюжетом и реалистичностью в изображении эпохи.
GameSpot поставил игре оценку 7,5 из 10, упомянув в плюсах игры реалистичность в изображении войны.